# 日月无光
《日月无光》（法語：Sans Soleil,法語發音：[sɑ̃ sɔ.lɛj]），亦译《没有太阳》、《没有阳光》，是一部摄于1982年的法国电影，克里斯·马克执导。片名得名于穆索尔斯基的同名乐曲。全片采用拼贴式的非线性叙事，无剧情，影像来自日本、佛得角、几内亚比绍、冰岛、旧金山、法国等地，加上一不知名女声的旁白。片中探讨了现代技术、文化和记忆等等问题。